# Alexander Patch
Generaal Alexander McCarrell "Sandy" Patch (Fort Huachuca, 23 november 1889 – Fort Sam Houston, 21 november 1945) was een Amerikaanse officier. Hij voerde het bevel over de land- en zeestrijdkrachten tijdens de invasie van Guadalcanal en over het 7e Leger tijdens Operatie Dragoon.

## Voor de Tweede Wereldoorlog
Patch werd geboren op Fort Huachuca, een caveleriepost in Arizona waar zijn vader het bevel voerde over een detachement. Hij slaagde in 1909 op West Point. Hij wilde zijn vader volgen in de cavalerie, maar realiseerde zich dat het verouderd was en ging in 1913 bij de infanterie.
Tijdens de Eerste Wereldoorlog diende Patch als een infanterieofficier en een instructeur aan een Leger machinegeweerschool. Terwijl Patch bevel voerde over troepen aan het front viel hij op bij George C. Marshall, toen een lid van de staf van generaal John Pershing. Tijdens de opbouw van het leger, voordat de Verenigde Staten betrokken raakte bij de Tweede Wereldoorlog werd Marshall benoemd tot Army Chief of Staff. Marshall bevorderde Patch tot brigadier-generaal en zond hem naar Fort Bragg om de supervisie op zich te nemen bij de training van nieuwe soldaten.

## Tweede Wereldoorlog
In 1942 werd Patch naar de Pacific gezonden om de versterking en verdediging van Nieuw-Caledonië te organiseren. Hij nam het bevel over een aantal kleine aantal eenheden en vormde hem in de American Division. Deze eenheid ging voor het eerst in actie tijdens de Slag om Guadalcanal. Ze begonnen in oktober 1942 toen ze de dappere en door malaria geteisterde 1st Marine Division vervingen. In december 1942 nam Patch het commando over de XIV Corps over en kreeg ook meteen het bevel over het gehele offensief op Guadalcanal. Patch leidde persoonlijk zijn troepen tijdens een gevaarlijke offensief tijdens de Slag om Mount Austen, de Galloping Horse, en de Sea Horse om een aantal versterkte heuvels en heuvelruggen op de Japanners te veroveren. Onder zijn leiderschap werden de Japanners in februari 1943 van Guadalcanal verdreven. 
Onder de indruk van de vaardigheden van Patch op Guadalcanal beval generaal Marshall Patch om naar Europa te gaan. Daar moest hij het bevel over te nemen van over het U.S. Seventh Army onder Mark Clark. Onder Patch’ commando landde de Seventh Army op 15 augustus 1944 in Zuid-Frankrijk. Patch leidde zijn leger door een snel offensief door de vallei van de Rhône. Op 9 september 1944 ontmoette Patch en zijn Seventh Army vlak bij Dijon delen van de US Third Army onder generaal George Patton. Patch had ook een persoonlijke tragedie met zijn zoon, kapitein Alexander M. Patch III die op 22 oktober 1944 als commandant van de U.S. 79th Infantry Division sneuvelde.
Patch bleef tot aan het einde van de oorlog bevel voeren over de Seventh Army en leidde zijn leger Duitsland in en staken de Rijn over. Hij leidde ook de aanval van de Seventh Army tegen de Duitse Westwall en trok toen Zuid-Duitsland in, tot in Oostenrijk waar onder meer een divisie in Strobl de daar gevangengehouden Belgische koning Leopold III bevrijdde.

## Dood en erfenis
In augustus 1945 keerde Patch terug naar de Verenigde Staten en kreeg het bevel over de Fourth Army, maar hij moest vanwege longproblemen worden opgenomen in het ziekenhuis. Hij stierf op 21 november 1945 in Fort Sam Houston in Texas aan een longontsteking.
De Kurmärker Kaserne in Stuttgart-Vaihingen werd op 4 juli 1952 ter ere van Patch hernoemd in de Patch Barracks. De Patch Barracks is het hoofdkwartier van de United States European Command (HQ USEUCOM), de Amerikaanse militaire commando in Europa. 
Patch werd op 4 augustus 1941 bevorderd tot brigadier-generaal, op 10 maart 1942 tot generaal-majoor, op 18 augustus 1944 tot luitenant-generaal en op 19 juli 1954 postuum tot generaal.

## Militaire loopbaan
- Second Lieutenant, United States Army:  12 juni 1913[2]
- First Lieutenant, United States Army:
- Captain, United States Army:
- Major, United States Army:
- Lieutenant Colonel, United States Army: 1 augustus 1935
- Colonel, United States Army: 26 juni 1941 (AUS)[3]
- Brigadier General, United States Army: 4 augustus 1941 (AUS)[3]
- Major General, United States Army: 10 maart 1942 (AUS)[3]
- Colonel, United States Army: 1 juli 1942[3]
- Lieutenant Colonel, United States Army: 7 augustus 1944 (AUS)[3]
- Lieutenant General, United States Army: 18 augustus 1944
- Major General, United States Army: 1945[3]
- General, United States Army: 19 juli 1954 (Postuum)

## Decoraties
- Army Distinguished Service Medal met Eikenloof
- Navy Distinguished Service Medal
- Bronzen Ster
- Mexican Border Service Medaille
- Overwinningsmedaille met drie gespen
- Amerikaanse Defensie Service Medaille
- Amerikaanse Campagne Medaille
- Azië-Pacifische Oceaan Campagne Medaille met twee Service Sterren
- Europa-Afrika-Midden Oosten Campagne Medaille met drie Service Sterren
- World War II Victory Medal
- Lid in de Orde van het Bad
- Commandeur in het Legioen van Eer
- Croix de guerre met Palm
- Grootkruis in de Orde van Leopold II
- Oorlogskruis met Palm
- Orde van Abdon Calderón